# یلوه‌های جنگلی گینه نو
یلوه‌های جنگلی گینه نو (نام علمی: Rallicula) یک سرده از پرندگان خانوادۀ دم‌کرکیان و شامل چهار گونۀ بومی جزیره گینه نو است. 
- یلوه جنگلی بلوطی ، Rallicula rubra
- یلوه جنگلی نوارسفید ، Rallicula leucospila
- یلوه جنگلی فوربز ، Rallicula forbesi
- یلوه جنگلی مایر ، Rallicula mayri